# Castillo de Osbyholm
El Castillo de Osbyholm (en sueco: Osbyholms slott) es un castillo en el municipio de Hörby en Escania, Suecia.

## Historia
El Castillo de Osbyholm fue construido durante la primera mitad del siglo XVII, probablemente durante el tiempo en que la finca era propiedad de Lene Ramel, hija del consejero real danés Henrik Ramel (1601-1653), comisario de Escania. La finca fue heredada por Ove Ramel (1637-1685). Tras el Tratado de Roskilde en 1658, Escania pasó a ser posesión de la Corona Sueca. El Castillo de Osbyholm fue vendido a Olof Nilsson Engelholm fra Malmø. En 1750, se realizó una extensa restauración de Osbyholm. En 1853, fue construida una nueva parte central, a la que se dotó de un tercer piso con una cubierta lisa con una balaustrada en el margen. En 1931, la Baronesa Anna Trolle hizo reconstruir el castillo según los dibujos del arquitecto Leon Nilsson.